# 後深草院少将内侍

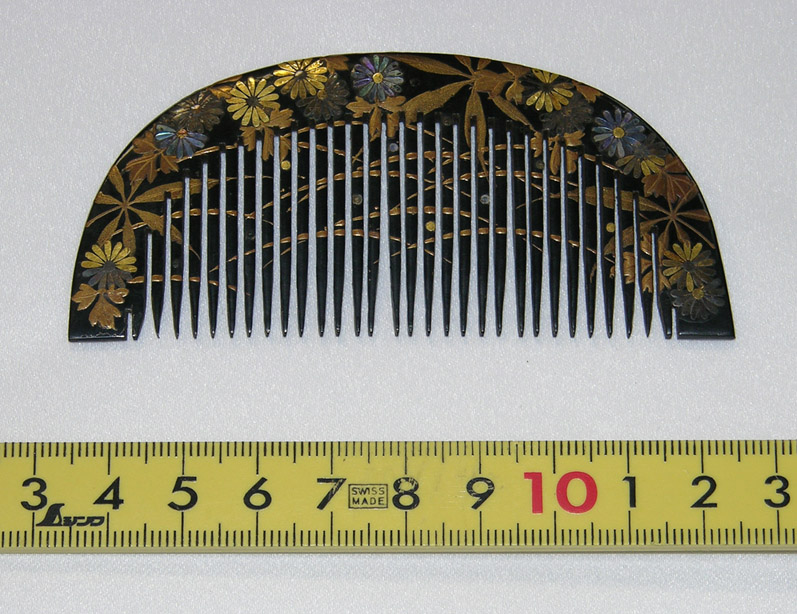
木製の櫛（明治〜大正期の装飾品）

後深草院少将内侍（ごふかくさのいんのしょうしょうないし、生年不詳 - 1265年（文永2年）頃没）は、鎌倉時代初期の女流歌人。女房三十六歌仙の一人。藤原信実の娘。藻璧門院少将、弁内侍の妹。花山源氏の資光王の妻。

## 経歴
姉の弁内侍と共に後深草天皇の幼少期から出仕、その在位期間を中心に歌壇で活躍した。また、連歌を得意とした点も弁内侍と共通する。『続後撰和歌集』以降の勅撰集、歌合等の他、『弁内侍日記』『菟玖波集』にも作品を残している。特に『弁内侍日記』は、事実上、弁内侍と少将内侍の姉妹の歌日記と言えるほど、少将内侍の登場場面が多い。弁内侍の詞書から、父信実に先立って死去したことがわかる。

## 逸話
- 儀式に使う櫛を落として、リカバリーに手間取り、催促を受けた時、[2]

- 宮仕えのごく初期、姉の弁内侍は春宮弁と名乗って皇太子時代の後深草天皇に出仕したが、少将内侍は在位中の後嵯峨天皇に内侍として出仕したと考えられている。その影響もあってか、後嵯峨院との連歌や和歌のやりとりには、恋愛関係を匂わせるものがある。八月十五夜名月の日に雨が降って残念、連歌でもしようと後嵯峨院が誘いかけ、

弁内侍をダシにして、少将内侍を口説いているようにも見える。後嵯峨院の寵妃の一人である大納言三位（西園寺公経の娘）がこの話を聞いて「この恋草の御連歌 思ひいでなるべし」と言ったという。
- 少将内侍の依頼で何らかの草子を執筆あるいは書写していた人が、彼女の死後、縁を尋ねて送ってきた旨が『続古今和歌集』に記されている[4]。
- 少将内侍の死後、縁ある人々に弁内侍が呼びかけて追善の和歌を詠ませた。土御門入道内大臣（中院通成）[5]

## 作品
勅撰集
| 歌集名         | 作者名表記       | 歌数 | 歌集名         | 作者名表記                | 歌数 | 歌集名         | 作者名表記                | 歌数 |
| -------------- | ---------------- | ---- | -------------- | ------------------------- | ---- | -------------- | ------------------------- | ---- |
| 続後撰和歌集   | 少将内侍         | 5    | 続古今和歌集   | 新院少将内侍 少将内侍     | 4 2  | 続拾遺和歌集   | 院少将内侍                | 8    |
| 新後撰和歌集   | 少将内侍         | 3    | 玉葉和歌集     | 後深草院少将内侍 少将内侍 | 6 1  | 続千載和歌集   | 後深草院少将内侍          | 4    |
| 続後拾遺和歌集 | 後深草院少将内侍 | 2    | 風雅和歌集     | 後深草院少将内侍          | 3    | 新千載和歌集   | 後深草院少将内侍 少将内侍 | 1    |
| 新拾遺和歌集   | 後深草院少将内侍 | 3    | 新後拾遺和歌集 | 後深草院少将内侍          | 1    | 新続古今和歌集 | 後深草院少将内侍          | 1    |

準勅撰連歌集
| 集名     | 作者名表記       | 句数 | 集名         | 作者名表記 | 句数 |
| -------- | ---------------- | ---- | ------------ | ---------- | ---- |
| 菟玖波集 | 後深草院少将内侍 | 15   | 新撰菟玖波集 |            |      |

定数歌・歌合
| 名称                         | 時期                       | 作者名表記                    | 備考                    |
| ---------------------------- | -------------------------- | ----------------------------- | ----------------------- |
| 河合社歌合                   | 1243年（寛元元年）11月17日 | 少将弟                        | 藤原光成と番い持3       |
| 光明峰寺入道摂政家秋三十首歌 | 1245年（寛元3年）          |                               |                         |
| 院御歌合                     | 1247年（宝治元年）         | 少将内侍                      | 二条為氏と番い勝3負5持2 |
| 宝治百首                     | 1248年（宝治2年）          | 少将内侍 同妹（弁内侍の次に） |                         |
| 八月十五夜鳥羽殿歌合         | 1250年（建長2年）          |                               |                         |
| 九月十三夜影供歌合           | 1251年（建長3年）          | 少将内侍                      | 洞院実雄と番い勝2負5持3 |
| 閑窓撰歌合                   | 1251年（建長3年）          |                               |                         |

私家集
- 家集は伝存しない。